# Prince of Persia: Warrior Within
Prince of Persia: Warrior Within é um jogo eletrônico e a sequência de Prince of Persia: The Sands of Time, um jogo criticamente aclamado que foi lançado em 2004. Warrior Within foi desenvolvido e publicado pela Ubisoft, sendo lançado em 2 de dezembro de 2004 para PlayStation 2, Xbox, GameCube e Microsoft Windows.
O jogo se ambienta logo após o fim dos eventos de The Sands of Time, adicionando novos elementos gerais à série, especificamente na jogabilidade do combate. Neste jogo, o Prince possui a habilidade de empunhar duas armas ao mesmo tempo como também a habilidade de roubar as armas de seus inimigos e lançá-las nos mesmos. Warrior Within possui um tom muito mais escuro e gótico do que o seu antecessor, visto a habilidade dada ao Prince de eliminar os seus inimigos com movimentos bastante violentos.
Com o sucesso contínuo da série Prince of Persia, uma sequência foi feita no mesmo enredo de The Sands of Time e Warrior Within: Prince of Persia: The Two Thrones, que foi lançado em novembro de 2005 completando a trilogia The Sands of Time. Uma conversão de Warrior Within foi elaborada pela Pipeworks Software intitulada Prince of Persia: Revelations, sendo lançada em 6 de dezembro de 2005 para o console portátil PlayStation Portable. A conversão possui conteúdo adicional, como três áreas extras que não são disponíveis em Warrior Within.

## Jogabilidade
Para este novo jogo da série, a Ubisoft desenvolveu um novo sistema de combate, chamado de "Free-Form Fighting". Ele inclui os fundamentos do sistema antigo (ataques de espada, andar pelas paredes, contra-ataques, saltar sobre os inimigos), e acrescenta novos: ataques combinados com duas armas, jogar a arma secundária, e tomá-la do inimigo, etc. Note-se que a arma secundária é usada gradualmente à medida que o príncipe chuta.
Os combos de ataque precisam ter duas armas. O Prince pode executar sequências devastadores, especialmente quando ele faz um ataque circular. Pode tirar benefícios de seu ambiente, tais como saltar contra uma parede, correr verticalmente em uma parede para fazer um mergulho ou fazer um ataque circular, girando em torno de uma coluna. Em seguida, ele pode executar ataques acrobáticos com seus inimigos (pulando em suas cabeças para jogá-los no espaço ou usá-los como trampolim). Finalmente, o Prince pode aproveitar um inimigo, e se for pequeno o suficiente, matando de uma forma violenta (decapitação, evisceração, estrangulamento ou empalado).
O Medalhão de Farah, que o Prince parece ter mantido da aventura anterior, dá a ele poderes sobre o tempo. Tal como acontece com a Adaga do Tempo, ele pode voltar seis segundos para trás, retardar o tempo, gerar tempestades de areia que matam ou derrubam os inimigos que o cercam e, finalmente, acelerar os seus movimentos. Cada ataque consome areias, que devem ser recuperadas dos corpos de seus inimigos. Ele ganha dos reservatórios de areia e desbloqueia poderes à medida que progride no jogo. Enfim, a Fortaleza está cheia de passagens secretas onde pode ganhar vidas extras.
Em algum ponto no jogo, o príncipe encontra a "Máscara do Espectro", uma relíquia capaz de transformar qualquer pessoa que a portar em uma criatura de aparência espectral. Essa criatura perde a vida continuamente, mas sem chegar a zero, o que impede que o jogador morra durante um longo período de plataformas (a saúde pode ser regenerada pela água potável). Essa penalização é compensada pelas novas capacidades do Medalhão de se recarregar periodicamente nas Areias. Os combos são inalterados, mas o fato de que as Areias se regeneram continuamente encorajam o jogador a uma maior utilização dos poderes do Tempo.

## Enredo

### Época
Sete anos após os eventos de Prince of Persia: The Sands of Time, o Prince descobre que está sendo caçado por Dahaka, o Guardião da linha do tempo. Devido ao fato do Prince ter escapado do seu destino, o Dahaka tenta assegurar que o Prince morra como ele deveria. Após pedir conselhos do Old Man, o Prince se informa sobre a Island of Time (em português, "Ilha do Tempo"), o local no qual as Sands of Time ("Areia do Tempo") foram criadas, que é governada pela Imperatriz do Tempo. Então, ele zarpa em direção à Ilha do Tempo para tentar prevenir que as Areias do Tempo sejam criadas, através de viagens de volta no tempo, acreditando que caso as Areias nunca existissem, Dahaka não teria problema com ele.

### Personagens
O protagonista de Warrior Within é Prince, ele é perseguido por um demônio, Dahaka, que é o "O Guardião do Tempo". Dahaka tem o dever de assegurar que o Prince morra para restaurar a linha do tempo, o que o faz o antagonista principal de Warrior Within.
Shahdee é uma subordinada da "Imperatriz do Tempo", Kaileena, ela é encarregada da tarefa de prevenir que o Prince chegue à Ilha do Tempo, sob a penalidade de morte. Contudo, ela falha na sua missão de manter o Prince longe da Ilha do Tempo.
Kaileena é a "Imperatriz do Tempo", ela ajuda o Prince ao longo do jogo, dando-lhe informações sobre as torres do castelo que são usadas para abrir a porta para a sala da Imperatriz do Tempo. No jogo há também o The Old Man, há quem Prince pede conselhos e se informa sobre a Ilha do Tempo.

### História
Quando o Prince se aproxima da Ilha do Tempo, o seu navio é atacado por uma tripulação de monstros de areia que é liderada por uma misteriosa mulher chamada Shahdee. Após o ataque, e tendo a sua tripulação aniquilada, o Prince é brutalmente jogado ao mar após um confronto com ela. Ele é levado pela correnteza até as praias da ilha, por onde ele começa a se aventurar atrás de sua inimiga. Ele entra em um palácio e, eventualmente, a encontra entrando em um Portal do Tempo, que interligam o passado e o presente naquele local. Assim, o Prince continua a sua perseguição durante o passado. Explorando o palácio, o Prince se depara com uma mulher de vermelho lutando contra Shahdee. Ele enfrenta esta última, matando-a. Logo após isto, a mulher o dá as costas, ignorando as suas palavras.
Eventualmente ele a encontra novamente em frente ao portão da sala do trono do palácio. O Prince revela o seu objetivo de ter uma audiência com a Imperatriz do Tempo, mas é incapaz de fazê-lo devido às duas travas do portão que leva à sala do trono, o local no qual a Imperatriz estava se escondendo. A mulher lhe diz que, para retirar estas duas travas, o Prince deve seguir caminho a duas torres da ilha, ativando um mecanismo hidráulico gigante em cada uma delas. Ela conclui dizendo que o seu nome é Kaileena, e entrega uma espada que o dará acesso à entrada das torres. Durante o seu caminho, o Prince é perseguido várias vezes por Dahaka, o guardião da linha do tempo que persegue Prince para mata-lo e restaurar a linha do tempo. Prince acaba aescobrindo que ele possui aversão a água. Além disso, ocasionalmente, ele se depara com uma estranha criatura antropomórfica de olhos azuis brilhantes, que aparenta segui-lo em certas ocasiões. No último destes encontros, ambos o Dahaka e tal criatura aparecem para o Prince e, aparentemente por sorte, Dahaka captura a criatura, deixando o Prince vivo.
Após conseguir ativar o mecanismo das duas torres, o Prince retorna à sala do trono. Ao entrar na sala com Kaileena, esta os tranca na sala, revelando que ela era, de fato, a Imperatriz do Tempo.
Ela revela que tinha enviado Shahdee para matá-lo e evitar que ele alcançasse a ilha, que o guiou às duas torres esperando que ele sucumbisse às armadilhas no caminho, e até amaldiçoou a espada dada por ela para que este morresse. O seu objetivo era, assim como o do Prince, tentar mudar o seu destino, já que ela tinha visto na linha do tempo que morreria nas mãos do Prince. Shahdee, considerando este objetivo de mudar o destino fútil, trai Kaileena apenas para ser morta pelo Prince. Ele então a enfrenta e consegue matá-la no passado, retornando ao presente logo após. O Prince, acreditando que conseguiu enganar o seu destino, logo descobre que, quando ele matou Kaileena, as Areias do Tempo foram criadas a partir dos seus restos mortais. Após uma longa perseguição do Dahaka cada vez mais furioso, o Prince começa a perder as esperanças, até que descobre a existência da "Mask of the Wraith" ("Máscara do Espectro"), que é conhecida por dar ao seu dono o poder de coexistência consigo mesmo em duas diferentes épocas na mesma linha do tempo. O Prince encontra e coloca a máscara, transformando-se no "Sand Wraith" ("Espectro de Areia"), a mesma criatura de olhos azuis brilhantes antes vista pelo protagonista.
O Prince, durante o seu caminho de volta à sala do trono, testemunha vários encontros ocasionais com a sua própria pessoa passada, assistindo às mesmas cenas só que de um ângulo diferente. Eventualmente, ele descobre que, para retirar a máscara, a sua outra versão na linha do tempo deveria ser assassinada. Assim, no último encontro onde estão ele, a sua outra versão e o Dahaka, o Prince consegue fazer com que a sua versão normal seja capturada por Dahaka, contrariando os eventos antes vistos. Assim, após retirar a máscara, ele chega à conclusão que matar Kaileena no presente, ao invés de no passado, irá fazer com que as Areias do Tempo sejam criadas, mas evitará que elas sejam encontradas pelo marajá e, consequentemente, evitará que ele as liberte durante os eventos de The Sands of Time em Azad. O Prince então força Kaileena para o presente, jogando-a em um Portal do Tempo.

### Sequências finais
O jogo possui dois finais diferentes: o falso e o verdadeiro; este último é a verdadeira premissa de Prince of Persia: The Two Thrones.  caso o jogador consiga todos os amplificadores de vida que estão escondidos em salas com armadilhas em toda o decorrer do jogo ele poderá adquirir uma espada secreta chamada,"Water Sword" ("Espada de Água"),o que difere o acesso de ambos os finais pois é a única arma que tem efeito contra Dahaka . Segue abaixo os dois finais.
- Falso: O Prince enfrenta Kaileena e a mata. Logo em seguida, o Dahaka aparece e absorve o seu cadáver. Ele então rouba o Medalhão do Tempo do Prince, a última relíquia das Areias do Tempo. Após isto, o Prince deixa a ilha e volta à Babilônia, encontrando-a em chamas, devastada por uma guerra.
- Verdadeiro: Quando o Prince encontra Kaileena, ela o ataca, mas este recusa lutar, afirmando que o destino poderia ser modificado se eles não lutassem e se ela não fosse morta. Após isto, o Dahaka aparece para capturar Kaileena, que não pertencia àquela época. O Prince, auxiliado por Kaileena, luta contra ele com a Water Sword,  e por fim jogando-o no mar e matando-o para sempre. Após isto, o Prince e Kaileena constroem um barco juntos e partem viagem de volta à Babilônia, encontrando-a em chamas e devastada por uma guerra, diferente do primeiro final este mostra mais detalhes em comparação ao primeiro.

## Desenvolvimento
Jordan Mechner, o criador da série Prince of Persia, trabalhou no desenvolvimento de The Sands of Time, mas não em Warrior Within. Ele fez uma declaração sobre quando o jogo apareceu na Wired, em dezembro de 2005:
| “ | Eu não sou um fã da direção artística, ou da violência que fez o jogo ganhar um classificação 'M'. A história, os personagens, o diálogo, a dublagem e o estilo visual não era para o meu gosto. | ” |

Neste jogo, o Prince foi dublado por Robin Atkin Downes, enquanto que em The Sands of Time ele foi dublado por Yuri Lowenthal. A voz de Kaileena foi feita pela dubladora e atriz italiana Monica Bellucci. The Sands of Time possui uma trilha sonora que foi feita por Stuart Chatwood, consistindo de várias influências persas com toques de guitarras em hard rock. Apesar de Stuart ter continuado no time de produção como compositor em Warrior Within, a trilha sonora consistiu totalmente de toques de guitarra, influenciada pelo heavy metal. Algumas partes do jogo trazem as músicas "I Stand Alone" e "Straight Out of Line", da banda Godsmack.

## Recepção da crítica
Alguns fãs criticaram o estilo "Dark" adotado em Warrior Within, quando comparado ao seu antecessor (Sands of Time). SofT apresenta cores mais vibrantes, menos sangue, um certo humor, e músicas típicas do Oriente Médio, aonde o primeiro jogo se passa, enquanto Warrior Within apresenta lugares mais escuros, muito sangue, violência Gore e músicas no estilo metal. Alguns críticos chegaram a incluir Warrior Within em uma lista dos dez piores jogos de videogame da história, respectivamente na nona posição, alegando que as alterações feitas de SofT para WW descaracterizaram fortemente a franquia. Em contrapartida, muitos jogadores acharam que esse estilo caia melhor ao jogo, e criticaram quando sua sequência (Two Thrones) voltou um pouco ao estilo de SofT, quando eles decidiram largar mão da outra sequência que seria o Prince of Persia: Kindred Blades pois seguiria o mesmo estilo do Warrior Within.